# Мали Конец
Мали Конец (словен. Mali Konec) мало је насеље у брдима северно од Полица општина Гросупље у централној Словенији покрајина Долењска. Општина припада регији Средишња Словенија.
Налази се на надморској висини 465,4 м, површине 1,4 км². Приликом пописа становништва 2002. године насеље је имало 25 становника.

## Културно наслеђе
Доказ о градини из гвозденог доба налази се на археолошком подручју Крижатец..Утврђење је имао правоугаони облик са насипом који је делимично очуван.